# Aoshachia rufistriga
Aoshachia rufistriga là một loài bướm đêm trong họ Geometridae.